# Cầu thủ bóng đá
Cầu thủ bóng đá hay còn được gọi tắt là cầu thủ là một vận động viên thể thao chơi môn thể thao bóng đá cũng như các loại hình khác nhau của bóng đá như bóng đá bãi biển, bóng đá trong nhà, bóng đá mini, bóng đá đường phố,... Người ta ước tính rằng có hơn 250 triệu cầu thủ bóng đá trên thế giới và nhiều người chơi các hình thức khác của bóng đá.

## Công việc
Trong một trận đấu bóng đá có hai đội bóng, mỗi đội sẽ tìm cách đưa trái bóng vào khung thành (hay còn gọi là cầu môn, gôn). Thủ môn là người duy nhất được phép bắt bóng bằng tay, tuy nhiên việc này cũng chỉ được giới hạn trong khu cấm địa phía trước khung thành do thủ môn trấn giữ. Thủ môn cũng là người mặc áo khác màu với cả đội bóng và thường xuyên di chuyển trong khu vực cấm địa để bảo vệ khung thành cho đội mình. Tùy theo từng vị trí mà cầu thủ bóng đá còn có cách gọi khác nhau như hậu vệ (hậu vệ thòng, hậu vệ cánh...) trung vệ (phòng ngự, tấn công), tiền vệ (trung tâm, cánh, tự do...), tiền đạo (cánh, lùi, tự do, cắm...) và các vị trí khác. Bên cạnh số cầu thủ chính thức mỗi đội cũng còn một số cầu thủ dự bị để thay thế khi cần thiết, thông thường trong một trận thi đấu bóng đá chính thức, mỗi đội chỉ được phép thay đổi 3 cầu thủ. Cầu thủ sau khi được thay ra sẽ không thể tiếp tục quay trở lại sân thi đấu.
Để chơi trọn vẹn một trận đấu bóng (thường dài 90 phút), cầu thủ cần một sức khỏe và độ bền lớn vì tùy theo vị trí, họ phải di chuyển (chủ yếu là chạy) trên quãng đường tổng cộng dài từ 6 đến 11 km. Bên cạnh đó, cầu thủ bóng đá còn bị đe dọa bởi các chấn thương rất dễ xảy ra trong trận đấu hoặc trong lúc tập luyện, chấn thương thường xảy ra với họ ở chân, ví dụ chấn thương gân khoeo, chấn thương gót chân và đôi khi thậm chí là gãy chân. Một điều đáng sợ hơn nữa có thể đe dọa các cầu thủ là những cái chết, tuy không nhiều, khá hiếm gặp nhưng đôi khi hay xuất hiện trên sân tập hoặc sân đấu, ví dụ điển hình là một số cầu thủ như hậu vệ Antonio Puerta, anh đã qua đời vào ngày 28 tháng 8 năm 2007 sau khi chịu đựng một loạt các cơn đau tim và chứng loạn sản tâm thất phải trong một trận đấu La Liga giữa đội bóng của anh là Sevilla với Getafe. Hoặc như tiền vệ Marc-Vivien Foé, cầu thủ này cũng đã qua đời trong trận đấu bán kết Cúp Liên đoàn các châu lục 2003 giữa Cameroon với Colombia ngày 26 tháng 6 năm 2003, khi anh mới 28 tuổi do căn bệnh cơ tim phì đại, một chứng bệnh khá hiếm gặp. Vì sự tiêu tốn thể lực và các mối đe dọa này, một cầu thủ bóng đá chuyên nghiệp hiếm khi có đủ 100% khả năng để thi đấu suốt một mùa giải dài 9 tháng, họ thường có chiến thuật phân bổ sức lực chú trọng cho các trận đấu lớn. Cũng như nhiều môn thể thao hiện đại khác, hiện tượng doping cũng thường xuất hiện trong bóng đá.

## Trang phục
Trang phục thi đấu trong các trận đấu bóng đá chính thức của các cầu thủ thường bao gồm áo phông, quần đùi, tất cao đến đầu gối, giày thể thao, găng tay (găng bảo vệ tay dành cho thủ môn và găng tay thường để giữ ấm cho các cầu thủ còn lại khi thời tiết trở lạnh) và bảo vệ ống đồng. Cầu thủ thi đấu trên sân bị cấm mặc, đeo hoặc mang theo các đồ vật có thể gây nguy hiểm cho cầu thủ đối phương như vòng, dây chuyền hoặc đồng hồ. Do là vị trí được sử dụng tay và thường xuyên phải bay người theo bóng, thủ môn được trang bị kĩ hơn các cầu thủ khác, họ thường mặc áo phông dài tay, đeo cả bảo vệ ống đồng và bảo vệ khuỷu tay và đeo găng tay thủ môn khi thi đấu.
Trang phục mà cầu thủ mặc khi ra sân thi đấu gồm: Áo phông, vớ (tất) dài đến đầu gối, giày thể thao và găng tay (thủ môn). Nếu có, cầu thủ sẽ trang bị thêm băng gối hoặc băng tay. Đặc điểm của trang phục: Ở trên ngực thường có logo, tên nhà sản xuất trang phục (có thể không có), và tên nhà tài trợ chính cho đội bóng ở phần thân áo (riêng đội tuyển quốc gia thì không có, trang phục đội tuyển quốc gia ở phần thân trước áo chỉ có số áo của cầu thủ đó). Đằng sau áo thường là tên cầu thủ trên cùng, dưới đó là số áo và tiếp đó là tên câu lạc bộ hoặc đội tuyển quốc gia (có thể). Bên cánh tay bên trái thường có gắn logo đội hoặc được đeo dải băng quấn quanh tay áo dành cho đội trưởng của đội bóng đó. Bên cánh tay phải thì thường sẽ là logo và tên của giải đấu mà đội bóng đó đang thi đấu.
Phân loại trang phục. Trong một đội bóng thường có hai loại trang phục: Áo sân khách và áo sân nhà. Áo sân nhà: Là trang phục đội bóng đó mặc khi thi đấu ở sân vận động của họ (hay cũng gọi là sân nhà). Thường trùng màu với logo của đội. Áo sân khách: Là trang phục đội bóng đó mặc khi thi đấu ở sân vận động của đội bóng khác (cũng gọi là sân khách). Mùa đông hoặc thời tiết lạnh, các cầu thủ sẽ được thay áo tay ngắn thành áo tay dài hoặc trang bị mùa đông. Màu sắc áo sân khách phải khác màu áo sân nhà. Đôi khi, có một số đội bóng cũng có trang phục thứ ba.

## Nghề nghiệp
Cầu thủ bóng đá thường bắt đầu sự nghiệp của mình từ hạng nghiệp dư và các cầu thủ tốt nhất, tiến bộ nhất có cơ hội để trở thành các cầu thủ chuyên nghiệp và tham gia thi đấu tại các giải đấu ở cấp quốc gia, cấp châu lục và thế giới. Những cầu thủ xuất sắc cùng một quốc tịch có thể được triệu tập từ các câu lạc bộ mà họ đang thi đấu và trở thành những tuyển thủ quốc gia, thi đấu cho đội tuyển bóng đá quốc gia của đất nước họ, bất kể họ đang thi đấu cho câu lạc bộ nào.
Cầu thủ bóng đá, nhất là những ngôi sao bóng đá là một trong những đối tượng luôn được hâm mộ của những người hâm mộ, các cổ động viên. Thu nhập của các cầu thủ bóng đá ngày càng tăng. Tại nhiều quốc gia, cầu thủ bóng đá đã thành lập công đoàn để bảo vệ quyền lợi cho các cầu thủ. Một số câu lạc bộ trên thế giới cũng đã đầu tư mua bảo hiểm cho các cầu thủ vì đây là những đối tượng dễ bị chấn thương trong khi thi đấu và tập luyện.